# Synagoga w Międzyrzecu Podlaskim
Synagoga w Międzyrzecu Podlaskim – została zbudowana w 2 połowie XVIII wieku. Zezwolenie na jej budowę wydał biskup łucki Antoni Erazm Wołłowicz w Wołczynie 20 listopada 1761  Podczas II wojny światowej została przez Niemców wysadzona w powietrze w czerwcu 1943 roku.